# Старгейт (устройство)
Старгейт е въображаемо устройство, използвано в научнофантастичния сериал Старгейт SG-1. Представлява портал с овална форма, който свързва чрез „червеева дупка“ две планети, разположени на неограничено разстояние. В принципа му на действие е заложен механизъм, огъващ пространството, така че огромните космически разстояния да бъдат изминавани за няколко секунди. Работата с него се извършва посредством терминал, чрез който се набира седемцифрена комбинация от клавиши, обозначаващи различни съзвездия в пространството. В историята на сериала се счита, че порталите са създадени от древна раса, населявала някога Земята – Алтераните. Преди милиони години те се развили като високо технологична цивилизация. Имали кораби, с които пътували до различни места в Галактиката, а по-късно и чрез Старгейти. Именно чрез тях те развили гигантска империя, обхващаща много звездни системи. Просперитетът и интелектът им нараствал, докато достигнали такова ниво на развитие, при което започнали да се „възнасят“, издигайки се на по-високо ниво на съществуване под формата на чиста енергия. Това сложило началото на края на тяхната раса. Почти всички алтерани се възнесли като останала само една малка част от тях в телесна обвивка, за която се смята, че поставила началото на гена на съвременния човек. Тази тематика е залегнала в сериала Старгейт Атлантида, където, откривайки Атлантида, учените, изпратени от Земята, могат да работят с различните машини в града, само ако притежават гена на Древните.
Старгейт устройството на Земята е стояло заровено хиляди години в териториите на днешен Египет, докато не е открито. Така Земята става отново част от глобалната система на Старгейт, но и е изложена на множество опасности от страна на извънземните раси, населяващи Вселената.